# Миллер, Дмитрий Георгиевич
Дмитрий Георгиевич Миллер (22 февраля 1942, Белорецк, Башкирская АССР — 24 января 2016, Москва) — советский и российский виолончелист, профессор Московской консерватории, солист оркестра Большого театра, Заслуженный артист РСФСР (1989)

## Биография
Начал музыкальное образование в Московской средней специальной музыкальной школе им. Гнесиных (класс А. К. Федорченко).
В 1966 г. окончил Государственный музыкальный педагогический институт имени Гнесиных (класс А. К. Власова).
Лауреат всероссийского конкурса (1965).
В 1969—1972 гг. был ассистентом А. К. Власова в Государственном музыкальном педагогическом институте им. Гнесиных, с 1986 года вёл там собственный класс.
В 1965 г., будучи студентом, поступил в оркестр Большого театра.
С 1982 г. — концертмейстер группы виолончелей оркестра Большого театра, с 1983 г. — первый концертмейстер группы.
С 1990 г. преподавал на кафедре виолончели и контрабаса Московской консерватории, с 2001 г. — профессор.
С 2004 г. преподавал также в Детской музыкальной школе Академического музыкального колледжа при Московской консерватории и в Московской средней специальной музыкальной школе им. Гнесиных.
Многие студенты Дмитрия Георгиевича Миллера — лауреаты международных конкурсов.

## Награды
- Заслуженный артист РСФСР (1989)
- Медаль ордена «За заслуги перед Отечеством» (2001)[1]